# Ptilodactyla africana
Ptilodactyla africana is een keversoort uit de familie Ptilodactylidae. De wetenschappelijke naam van de soort is voor het eerst geldig gepubliceerd in 1942 door Pic.